# Condado de Liniers

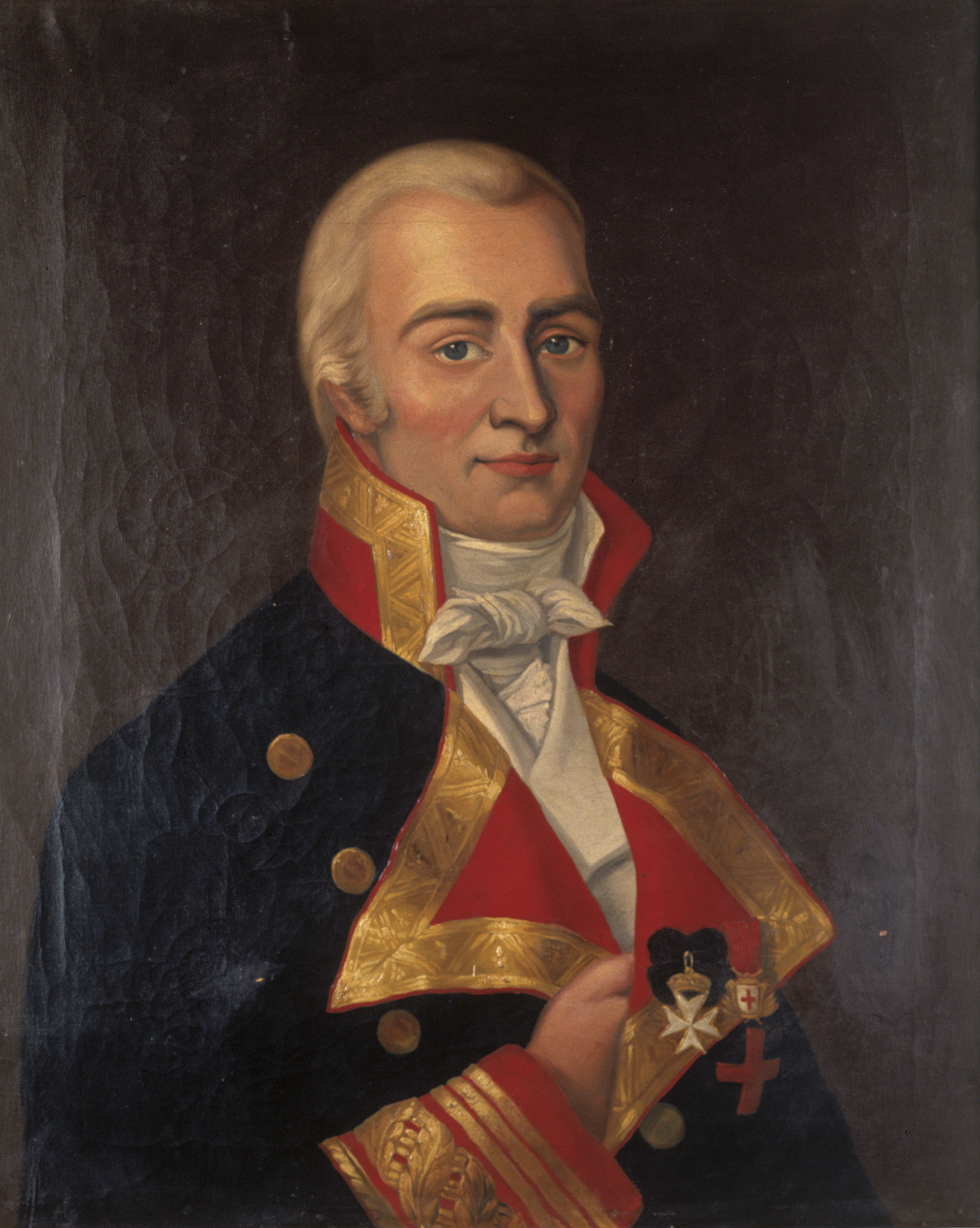
Santiago de Liniers y Bremond, "Conde de Liniers", en Francia, en cuya memoria se creó el Condado de Liniers como Título de España.

Escudo de armas de Santiago de Liniers, que utilizó como Virrey del Río de la Plata. Obsérvese las seis banderas capturadas a los británicos.

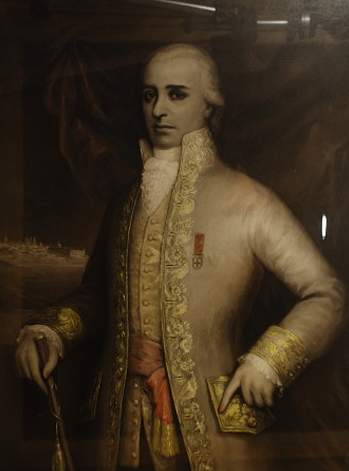
Santiago de Liniers, como Virrey del Río de la Plata.

El Condado de Liniers es un título nobiliario español creado el 30 de agosto de 1900 por el rey Alfonso XIII a favor de Santiago de Liniers y Gallo de Alcántara en memoria de su abuelo Santiago de Liniers y Bremond, Conde francés de Liniers, llamado también "Conde de Buenos Aires", que al servicio de España, reconquistó Buenos Aires.

## Antecedentes
-Santiago de Liniers y Bremond, conde de Liniers de la corona de Francia (1753-1810), en cuya memoria se creó el título español de "Conde de Liniers" en los Reinos de España se le había concedido el título de Conde de Buenos Aires el 11 de febrero de 1809, pero, la Corona, teniendo en cuenta la protesta del Cabildo de Buenos Aires por esta denominación, la cambió en 1816 por la de Conde de la Lealtad.
1. Casó con Juana Úrsula de Mendielle y tuvieron por hijo a:

-Luis de Liniers y Mendielle (1783-1816), II Conde de Buenos Aires (sustituido por II Conde de la Lealtad), Conde de Liniers en Francia (por herencia de su tío, hermano de su padre, en 1809).
1. Casó con Rita Martínez y Vélez de Guevara. Fue su hijo:

-Santiago de Liniers y Martínez Junquera, III Conde de la Lealtad.

## Condes de Liniers
|                           | Titular                               | Periodo                   |
| Creación por Alfonso XIII | Creación por Alfonso XIII             | Creación por Alfonso XIII |
| ------------------------- | ------------------------------------- | ------------------------- |
| I                         | Santiago Liniers y Gallo de Alcántara | 1900-1909                 |
| II                        | Santiago de Liniers y Muguiro         | 1909-1927                 |
| III                       | Magdalena de Liniers y Cañedo         | 1927- ?                   |
| IV                        | Santiago de Muguiro y Liniers         | ? -1994                   |
| V                         | María Marcelina de Muguiro y Urzaiz   | 2005-actual titular       |

## Historia de los Condes de Liniers
- Santiago Liniers y Gallo de Alcántara, I Conde de Liniers.

1. Casó con María Teresa de Muguiro. Le sucedió, en 1909, su hijo:

- Santiago de Liniers y Muguiro, II Conde de Liniers.

1. Casó con María Magdalena Cañedo y González-Longoria. Le sucedió, en 1927, su hija:

- Magdalena de Liniers y Cañedo, III Condesa de Liniers.

1. Casó con Santiago de Muguiro y Pierrad. Le sucedió su hijo:

- Santiago de Muguiro y Liniers (f. en 1994), IV Conde de Liniers.

1. Casó con Pilar de Urzáiz y Azlor de Aragón, XII Marquesa de Valdetorres. Le sucedió su hija:

- María Marcelina de Muguiro y Urzáiz, V Condesa de Liniers, XIII Marquesa de Valdetorres.

1. Casó con Bruno de Chávarri y Armada.